# Høje-Taastrup
El municipi de Høje-Taastrup  és un municipi danès situat al nord-est de l'illa de Sjælland, a la perifèria de Copenhaguen, abastant una superfície de 78 km². Amb la Reforma Municipal Danesa del 2007 va passar a formar part de la Regió de Hovedstaden, però no va ser afectat territorialment.
La ciutat més important i seu administrativa del municipi és Taastrup (32.102 habitants el 2009). Altres poblacions del municipi són:
- Hedehusene
- Reerslev
- Sengeløse
- Vridsløsemagle

## Consell municipal
Resultats de les eleccions del 18 de novembre del 2009:
| Partit                       | vots | % vots |
| ---------------------------- | ---- | ------ |
| Socialdemokratiet            | 7335 | 31,9   |
| Det Radikale Venstre         | 995  | 4,3    |
| Det Konservative Folkeparti  | 8931 | 38,8   |
| Socialistisk Folkeparti      | 2341 | 10,2   |
| Liberal Alliance             | 23   | 0,1    |
| Kristendemokraterne          | 32   | 0,1    |
| Dansk Folkeparti             | 1924 | 8,4    |
| Venstre                      | 1158 | 5,0    |
| Enhedslisten - De Rød-Grønne | 285  | 1,2    |

### Alcaldes
| Alcalde         | Període               | Partit                      |
| --------------- | --------------------- | --------------------------- |
| Michael Ziegler | 1-1-2007 a 31-12-2009 | Det Konservative Folkeparti |
|                 | 1-1-2010 a 31-12-2013 |                             |